# Пяйвеявр
Пяйвеявр (также Пяйве-явр, Пяйве, Пейве) — пресноводное озеро в Кольском районе Мурманской области, расположенное на северо-западе Кольского полуострова, в левобережье Туломы. Относится к бассейну Баренцева моря.
Площадь зеркала — 10,4 км². Высота над уровнем моря — 148,5 м. Максимальная длина озера составляет около 6,2 км, максимальная ширина в южной части достигает 3,8 км. 
Озеро имеет лопастную форму, вытянутую с юго-востока на северо-запад. Впадает несколько ручьёв. Река Пяйве длиной 23 км вытекает на юго-востоке и впадает в Тулому. Вдоль северо-восточного берега проходит автодорога и железная дорога от станции Пяйве к трассе Р21 (федеральная автомагистраль «Кола»). Острова отсутствуют. На северо-восточном берегу — железнодорожная станция Пяйве. Берега низкие, почти повсеместно заболоченные, лес участками подступает вплотную к озеру. К северу возвышается гора Пяйвевыд (абсолютная высота 310,5 м).
Код водного объекта в государственном водном реестре — 02010000411101000002520.